# Powstanie Cristero
Powstanie Cristero (hiszp. Guerra Cristera) – okres walk toczonych w Meksyku w latach 1926–1929 pomiędzy katolickimi rebeliantami zwanymi Cristeros a rządem meksykańskim wprowadzającym w życie niezrealizowane ustawy antyklerykalne konstytucji z 1917. W walkach zginęło 90 tysięcy osób.
W polskiej historiografii używane są też nazwy: powstanie Chrystusowców, Cristiada, powstanie meksykańskie 1926–1929.

## Historia Cristiady

### Przyczyny
Do pierwszych prób liberalizacji i sekularyzacji doszło już po uzyskaniu niepodległości Meksyku w 1821. Początkowo demokratyczne rządy wprowadziły ustawodawstwo antyklerykalne, jednak już w 1834 zostało ono wycofane przez Antonia Lópeza de Santa Annę, który objął w kraju dyktatorskie rządy. Kolejną próbą sekularyzacji kraju był okres dyktatury Benito Juáreza, polityka liberalnego pochodzenia rdzennego. Benito cofnął decyzję o ustanowieniu katolicyzmu religią państwową, zlikwidował sądy kościelne, konfiskował ziemie należące do Kościoła, zlikwidował opłaty za pogrzeby i zlikwidował kontrolę Kościoła nad edukacją i zawieraniem małżeństw. Reformy wprowadzone przez Juareza zapisano w konstytucji, jednak Kościół sprzeciwił się zmianom i wydał ekskomunikę na wszystkich, którzy je poparli. W proteście przeciwko liberalnym reformom, religijni radykałowie zdobyli stolicę i wygnali rząd do Veracruz. Wojska Juareza, przy poparciu USA, rozbiły rebeliantów w 1861. Wygnani z Meksyku konserwatyści zaapelowali do Francji, Hiszpanii i papieża o pomoc w walce przeciwko liberałom.
Nowym władcą Meksyku został Maksymilian I (mianowany cesarzem) z rodu Habsburgów, nie dokonał on jednak zmiany antyklerykalnego prawa. W obliczu tej sytuacji Francuzi i Hiszpanie wycofali swoje poparcie militarne dla Maksymiliana, a sytuację wykorzystał Juarez, który rozbił siły wierne cesarzowi. Następcy Juareza podtrzymali świeckie prawo, lecz gdy w 1876 do władzy doszedł Porfirio Diaz, reformy zostały cofnięte. W XX w. młodzi radykałowie nawoływali do obalenia reżimu Diaza oraz do zniesienia władzy Kościoła i przyznania ziemi rolnikom. Walka społeczna przybrała w końcu wymiar rewolucji trwającej do 1917.
W wyniku rewolucji do władzy doszli radykałowie. W 1917 wprowadzili oni konstytucję, która ustanowiła Meksyk republiką ze skrajnie interpretowaną zasadą rozdziału Kościoła od państwa. Konstytucja znosiła nadzór Kościoła katolickiego nad szkołami, zakazywała procesji religijnych i sprawowania nabożeństw poza kościołami. Nowe prawo wprowadzano stopniowo. W 1926 prezydent Plutarco Elías Calles przyśpieszył proces sekularyzacji. Duchownym odebrano czynne i bierne prawa wyborcze i zakazano zabierania głosu w sprawach społecznych, w szczególności krytyki władzy; nakazano usunięcie krzyży z przestrzeni publicznej, w tym nawet z nagrobków; likwidowano prasę katolicką, zmieniano kojarzone z religią nazwy miejscowości, wprowadzono system rejestracji duchownych.
Początkowo opór Cristeros miał charakter pokojowy (np. zawieszenie odprawiania nabożeństw w całym Meksyku), później przerodził się w drobne potyczki. Biskupi wezwali do bojkotowania rządu, nauczyciele katoliccy odmówili uczenia w świeckich szkołach, odmawiano nawet korzystania z transportu publicznego. Działania te zostały poparte przez papieża. Od stycznia 1927 toczyły się już regularne walki. Rebelianci nazwali się Cristeros, ponieważ uważali, że walczą w imieniu i o sprawę Chrystusa.

### Przebieg

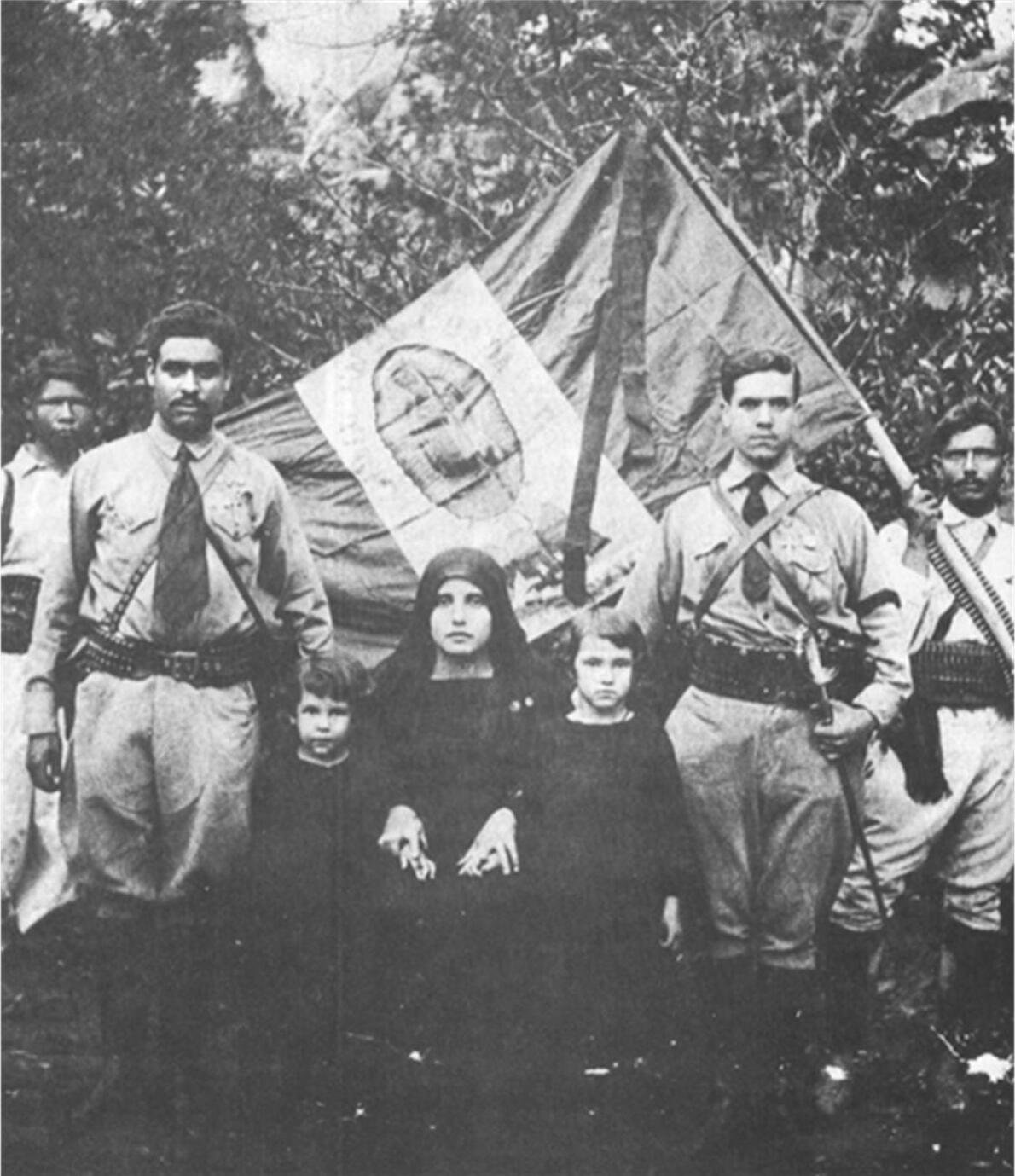
Cristeros ze sztandarem

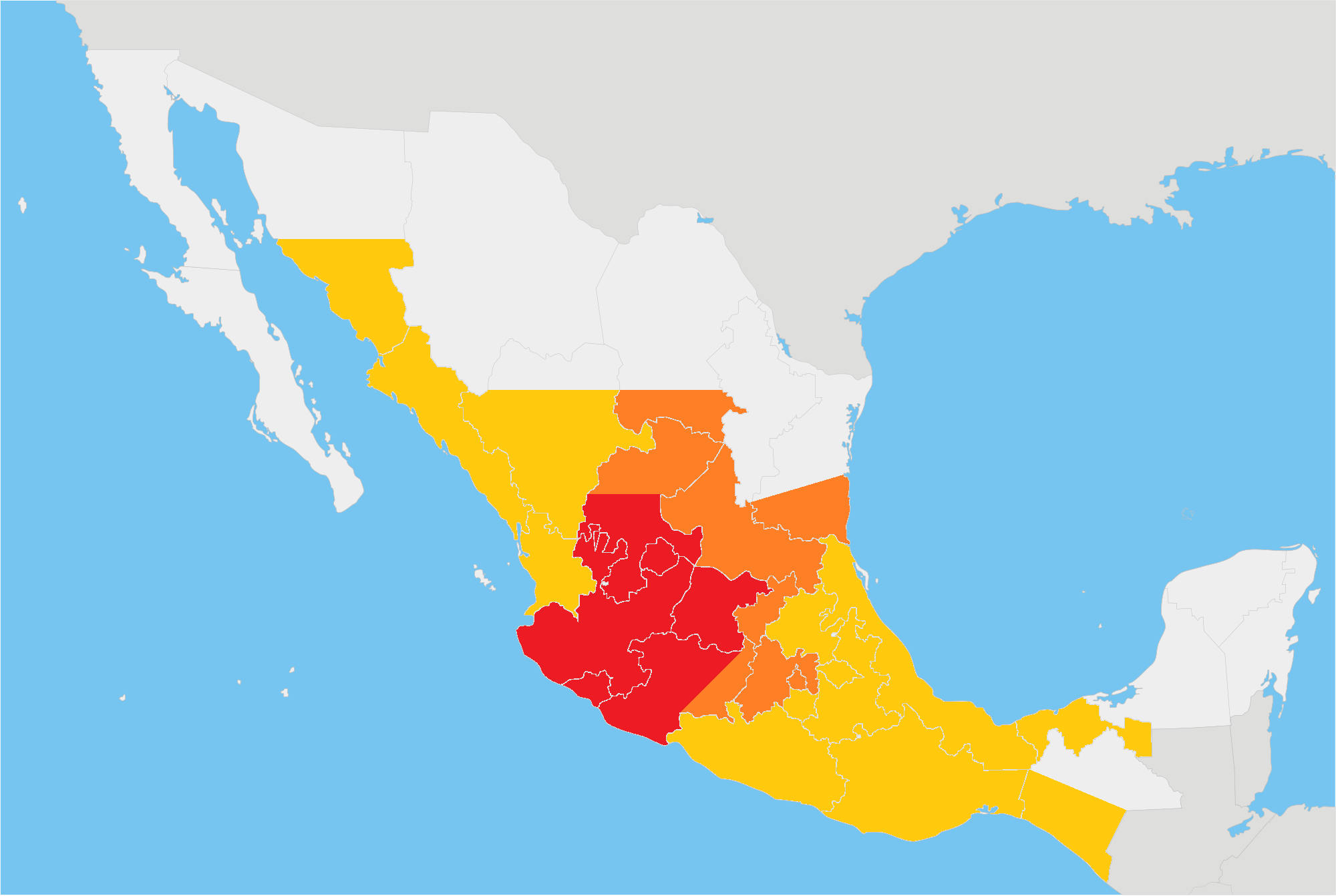
Zasięg Cristiady: na czerwono tereny opanowane przez Cristeros, na pomarańczowo obszar regularnych walk, na żółto sporadyczne wystąpienia, na biało obszar bez zbrojnych wystąpień

Pierwsze walki miały miejsce 3 sierpnia 1926, kiedy około 400 osób zabarykadowało się w kościele Matki Bożej z Guadalupe w Guadalajarze (stan Jalisco). Wywiązała się wówczas strzelanina z wojskami federalnymi, w której zginęło 18 osób, a 40 zostało rannych. Formalne ogłoszenie rozpoczęcia powstania nastąpiło w momencie opublikowania manifestu pod tytułem „Do narodu” (A la Nación). Wówczas to zbrojne grupy rebeliantów zaczęły zajmować siłą miejscowości na północ od Guadalajary. Ich zawołaniem bitewnym był okrzyk „Niech żyje Chrystus Król! Niech żyje Niepokalana Matka Boska z Guadalupe!” (¡Viva Cristo Rey! ¡Viva la Virgen de Guadalupe!). Biskupi odmówili potępienia powstania i wspierali je w sekrecie.
Calles początkowo zlekceważył te zajścia i nie docenił powstańców, z których wielu miało już wcześniejsze wojskowe doświadczenie. W walce partyzanckiej wsławili się dwaj duchowni: ks. Aristeo Pedroza i ks. José Reyes Vega (oprócz nich w szeregach powstańców znalazło się jeszcze 3 księży). Wielu księży było tajnymi współpracownikami powstańców. Dopiero po pojawieniu się nowych dowódców: Victoriano Ramireza, a zwłaszcza generała Enrique Gorostiety, w ruch powstańczy wstąpił nowy duch. Vega stanął na czele ataku na pociąg, w trakcie którego zginął jego brat. Vega w akcie zemsty podpalił wagony benzyny, doprowadzając do śmierci 51 cywili znajdujących się w pociągu (choć nie jest pewne, czy wiedział, że w pociągu znajdują się jeszcze ludzie). Masakra doprowadziła do zmniejszenia poparcia dla powstańców. Rząd wydalił z Meksyku biskupów. Wzmogły się okrucieństwa powstańców, ksiądz Vega nakazał zabijanie pojmanych żołnierzy za pomocą bagnetów, aby zaoszczędzić amunicję.
Po zakończeniu w 1928 kadencji prezydenckiej Callesa prezydentem został wybrany Álvaro Obregón. Został on zamordowany przed objęciem urzędu przez katolickiego zamachowca José de Leóna Torala.
Gdy zdawało się, że pokojowe zakończenie walk jest trudne do osiągnięcia, z pomocą przyszła dyplomacja amerykańska. Konflikt zakończył się dopiero po podjęciu mediacji przez amerykańskiego ambasadora Dwighta Morrowa. Dzięki ustępstwom obu stron doszło do kompromisu. Prezydent Emilio Portes Gil nieznacznie złagodził politykę względem Kościoła, a rebelianci złożyli broń. Powstanie Chrystusowców kosztowało życie około 90 tys. ludzi (56 tys. po stronie rządowej i 30 tys. Cristeros), ponadto zginęła duża liczba ludności cywilnej. Ostateczne zakończenie tego epizodu historii Meksyku nastąpiło 21 czerwca 1929 roku.

### Upamiętnienie Cristiady
Kościół katolicki uznał kilkunastu poległych w wojnie Cristero za świętych. Beatyfikowani zostali m.in. księża: Miguel Pro, Cristobal Magallanes i Jose Maria Robles oraz wierni: Anacleto Gonzalez Flores i Józef Sánchez del Río z grupy trzynastu męczenników meksykańskich. Żołnierze walczący po stronie rządu nie dostali odznaczeń za udział w tłumieniu powstania.
W 2016 roku zmarł w wieku 103 lat ostatni Cristero – Juan Daniel Macías Villegas, który walczył ochotniczo jako 13-letni chłopak w swoim rodzinnym stanie Jalisco oraz górzystych rejonach Guanajuato. W 2012 powstał film fabularny pt. Cristiada poświęcony powstaniu Chrystusowców.